# Гарві Вайлі Корбетт
Гарві В. Корбетт (англ. Harvey Wiley Corbett; 8 січня 1873 - 21 квітня 1954) — американський архітектор, в першу чергу відомий дизайном хмарочосів і офісних будівельних конструкцій в Нью-Йорку і Лондоні, а також відстоюванням висотних будівель і модернізму в архітектурі.

## Деякі проекти Гарві Вайлі Корбетта

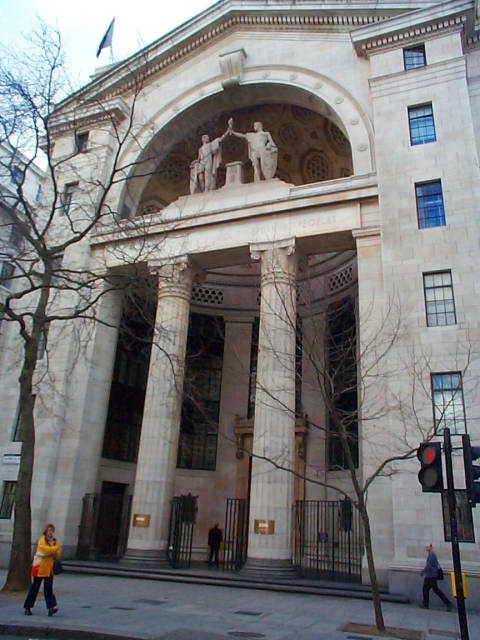
Портик Буш-гауса

- Нью-Йоркська жіноча школа прикладного дизайну (1909)
- Башта Гаус
- Bush House
- Pennsylvania Power & Light Building(1928)
- Майстер Білдинг (1929) 310-312 Riverside Drive (at 103d St.), Нью-Йорк
- Metropolitan Life North Building
- New York City Criminal Courts Building (The Tombs): (South Tower), 1939.
- Муніципальна група Спрінгфілду
- Peace Arch
- George Washington Masonic National Memorial